# Битарайнш
Битарайнш (порт. Bitarães)  —  район (фрегезия) в Португалии,  входит в округ Порту. Является составной частью муниципалитета  Паредеш. По старому административному делению входил в провинцию Дору-Литорал. Входит в экономико-статистический  субрегион Тамега, который входит в Северный регион. Население составляет 2536 человек на 2001 год. Занимает площадь 3,52 км².
Покровителем района считается Апостол Фома (порт. São Tomé). 